# 小林香菜
小林 香菜（こばやし かな、1991年〈平成3年〉5月17日 - ）は、日本のタレント、アイドルであり、女性アイドルグループAKB48の元メンバーである。埼玉県越谷市出身。

## 略歴
2005年
- 9月、『AKB48 オープニングメンバーオーディション』を受け、書類選考を通過するが不合格となる。AKB48公式ブログでは書類選考通過者の一人として紹介された[3]。

2006年
- 2月26日、『第二期AKB48追加メンバーオーディション』に合格[要出典]。
- 4月1日、AKB48劇場でのチームK初日公演において、公演デビュー[要出典]。
- 10月25日、メジャー1stシングル「会いたかった」で初の選抜メンバーになる[要出典]。

2009年
- 8月23日に開催された『読売新聞創刊135周年記念コンサート AKB104選抜メンバー組閣祭り』の夜公演において、同年10月よりチームBに異動することが発表された（実際に異動したのは2010年5月21日）[要出典]。

2010年
- 9月21日に開催された『AKB48 19thシングル選抜じゃんけん大会』では11位となり、メディア選抜になる。3rdシングル「軽蔑していた愛情」以来、約3年半ぶりの選抜入り。

2011年
- 4月より2011年度の東京タワーイメージガールを務める[4]。
- 4月9日公開の映画『はい!もしもし、大塚薬局ですが』で初の主演を務める。
- 12月、夜景鑑賞士検定・3級に92点で合格[5]。

2012年
- 5月から6月にかけて実施された『AKB48 27thシングル選抜総選挙』では41位で、ネクストガールズに選ばれる[6]。
- 8月24日に開催された『AKB48 in TOKYO DOME 〜1830mの夢〜』初日公演において、チームKに異動することが発表された[7]。
- 11月1日、チームKに異動[8]。

2013年
- 3月2日に行われた「チームKウェイティング公演」夜公演で通常公演出演回数777回を達成。通常公演出演回数が当時48グループの現役メンバーで最多となる[9]。
- 10月6日に行われた「チームKウェイティング公演」昼公演で通常公演出演回数800回を達成[10]。

2014年
- 4月7日に行われた「チームKウェイティング公演II 最終ベルが鳴る」で通常公演出演回数が839回となり、当時公演出演回数トップとなる[11]。

2015年
- 3月26日、さいたまスーパーアリーナで行われた『AKB48春の単独コンサート〜ジキソー未だ修行中！』において、チームBへの異動が発表される[12]。
- 12月29日、壊死性リンパ節炎と診断されたことを明らかにする[13]。

2016年
- 1月17日、TOKYO DOME CITY HALLで開催された、『AKB48単独 リクエストアワーセットリストベスト100 2016』2日目夜公演において、AKB48から卒業することを発表した[14][15]。
- 2月24日、3月21日にパシフィコ横浜で開催される『0と1の間』劇場盤発売記念大写真会が、参加する最後のAKB48握手会・写真会となること、3月31日に卒業公演が開催されることが、AKB48オフィシャルブログで発表される[16]。
- 3月31日、AKB48劇場で行われた田原総一朗「ド〜なる?!ド〜する?!AKB48」公演をもって卒業公演とし、劇場公演出場回数は、特別公演を含め928回となり、AKB48としての活動を終了[17]。
- 4月1日、AKB48劇場で行われた「チームK 2期生10周年記念特別公演」に出演[18]。
- 6月3日、2016年5月いっぱいでフレイヴ エンターテインメントを退社したことを発表[19]。
- 9月1日、プロマージュの所属になったことを発表[20]。

2018年
- 9月15日、所属していたプロマージュとの契約が終了したことを自身のTwitterで公表した[21]。

2019年
- 6月7日、プラチナムプロダクションに所属したことを公表した[22]。

2022年
- 3月16日、結婚と第1子出産を公表した[23]。

2023年
- 1月16日、離婚したことを自身のTwitterで報告した[24][25]。親権は小林が持っているらしい[26]。

## 人物
- 小学校時代に足のかかとを怪我して、治療のためにブタの皮を付けてもらった[27]。また、雲梯から落ちて骨折したこともある[28]。
- 小学校の時に卓球部だった[29]。
- 中学校時代にテニス部の部長を務めた経験がある[30]。
- バトン部に所属していたことがある。ユニット曲「16人姉妹の歌」の振り付けでは、メンバーの佐藤夏希、松原夏海にバトンを教えた[31]。
- 料理が得意。元々は苦手だったが、2011年以降料理の腕を上げ、自身のブログで食卓を紹介する機会が増えた。たびたび秋元才加に手料理を振る舞っている[32]。
- ネギが好きで、自身のユニット曲「くるくるぱー」では主にネギを持って踊っている。プライベートでは「みねぎし」と名付けたネギを育てていたが[33]、枯れてしまい、2012年4月20日より再度ネギの栽培にチャレンジし収穫に成功[34]。「ネギの子」と呼ばれることもよくあるが、本人も悪くないと思っている[35]。
- 好きな食べ物はフルーツサンドイッチ、チョコスプレードーナツ、チョコバナナ、麺類、キノコ、フルーツ[36][37][38][39]
- 好きな芸能人は田中れいな（モーニング娘。）、上戸彩、加藤ミリヤ、倖田來未、木下優樹菜[33]。
- 好きなディズニー映画は『モンスターズ・インク』、『モンスターズ・ユニバーシティ』[40]
- 大のモンスターズ・インク好き。作品中に登場するキャラクター「ブー」の大ファン[41]。
- 卑弥呼と二宮尊徳が好き。通っていた小学校の隣の小学校に二宮尊徳像があったため、「好きすぎて転校したい」と言っていたほど[42]。
- メンバーのものまねが得意。髪型から前田敦子に似ているとよく言われるため、「あっちゃんモノマネ[43]」を披露している。のちに前田敦子本人公認となる[44]。また柏木由紀[45]、佐藤亜美菜[46]板野友美などのものまねも得意。
- 匂いフェチ。洗剤や柔軟剤などの匂いのほか歯医者や病院の匂いも好き。特に好きな匂いは、宮澤佐江の首の匂い[47]。
- 2013年9月24日に鼻の左側にあったほくろ除去のレーザー手術を受けた[48]。また、2019年12月6日に放送された関西テレビ『快傑えみちゃんねる』に出演した際、美容整形手術を複数回受けていることを明かした[49][50]。2024年4月25日放送のテレビ東京『じっくり聞いタロウ〜スター近況（秘）報告〜』では今まで整形に費やした総額が250万円に上ることを明かした上で、2023年7月より転身したキャバ嬢としての月収が「3ケタ（100万円）は切らないですね」と言い、アイドル時代のファンも通ってくれていると話した[51]。
- 岡田れえなと親交が深く、姉のように慕っていた。2014年に岡田が26歳の若さで急逝し、生前最後に会った友人が小林であったことを岡田の母から明かされた[52][53]。

### AKB48関連
- AKB48在籍時のキャッチフレーズは「同期はみんな売れっ子！小林香菜です」[54]、「負けっぱなしの負けず嫌い、かなこと小林香菜です」等がある。
- 推しメンは梅田彩佳と佐藤すみれ[55][56]
- 河西智美と「チユウ隊」を結成している[57]。
- フリートークのセンスは早くから認められていたものの、公演やライブで司会を務める際にたびたび笑いを取り、秋元才加などから解説されることがある。
- 早くからキャラクターを確立させており、イメージDVD『くるくる伝説』には「ギリギリアウトの天災的天才少女」、「AKB48の禁じ手最終兵器」などのキャッチコピーが使われた。ちなみに大槻ケンヂはこれらのキャッチコピーを絶賛している[58]。
- 『週刊AKB』で実施された抜き打ち学力テストで予想外の珍回答を連発[59]したことにより、知名度が上昇。小学生からも「あのバカな子じゃん」などと声を掛けられるようになったという。本人は「もう、バカな子でもなんでもいい」「存在が知られてるだけでもありがたい」と述べている[60]。
- 筋肉少女帯の楽曲「香菜、頭をよくしてあげよう」とは何の関係もないが、ファンから音源を送られて、同曲を知った。その縁もあって、『別冊宝島 AKB48推し!』では大槻ケンヂがコメントを寄せた[58]。
- 秋元才加と仲が良く、彼女のあだ名「ゴリラ」の命名者でもある。
- 一番好きな楽曲は「チャンスの順番」。純白の衣装が良いという（2011年9月時点）[61]。
- 自身のユニット曲「くるくるぱー」を伝説の名曲と称し、リクエストアワーでは最終日にひな壇でこの曲の衣装を着てネギを持ちながらランクインを待つことが恒例行事となっていた。リクエストアワーでは2008年93位、2010年80位といずれもイベント初日に登場したが、2012年のリクエストアワーでは6,927票を獲得し14位にランクインした。最終日での登場となり、観客やメンバーからも驚きをもって迎えられた[62][63][注 1]。
- 『AKB48 27thシングル選抜総選挙』では41位となり、4回目にして初のランクインとなった。名前を呼ばれ、秋元才加と抱擁を交わした後に舞台に上がった。当日のブログでもファンへの感謝の気持ちを長文で述べている[64]。

### 評価
- 大槻ケンヂはバラエティタレントとしての小林について「いつ何時どんな人のフリにでも、とんちの利いた答えを返して見せることができる」「フリートーク力、大喜利力ならAKBセンターといって過言ではない、クレバーな美少女」と高く評価している[58]。
- 『週刊AKB』のプロデューサー・後藤喜男からは峯岸みなみ・指原莉乃・宮崎美穂と並んで「AKBのバラエティ四天王。この4人の誰かが出ていると安心して見ていられる」と言わしめた[65]。
- 初主演をつとめた映画『はい!もしもし、大塚薬局ですが』の監督・勝又悠からは「小林さんは天才ですよ。ほとんど1テイクでOKだったんです。そんなことって普通はないですよ。でも彼女は飄々とやってのけました。彼女の役は本作で一番ノーマルな人物として重要な位置だったので、彼女が上手くやってくれたから成立したといえる作品です」と高評価を受けた[66]。

## AKB48在籍時の参加楽曲

### シングルCD選抜楽曲
- 会いたかった
- 「制服が邪魔をする」に収録
  - Virgin love - 「チームK」名義
- 軽蔑していた愛情
- 「夕陽を見ているか?」に収録
  - 夕陽を見ているか?（ひまわり2.0Mix）
- 「ロマンス、イラネ」に収録
  - ロマンス、イラネ（ひまわり 2nd 2.1Mix）
- 「大声ダイヤモンド」に収録
  - 大声ダイヤモンド (Team K ver.) - 「チームK」名義
- 「RIVER」に収録
  - ひこうき雲 - 「シアターガールズ」名義
- 「ポニーテールとシュシュ」に収録
  - 僕のYELL - 「シアターガールズ」名義
- 「Beginner」に収録
  - 泣ける場所 - 「DIVA」名義
- チャンスの順番
  - ラブ・ジャンプ - 「チームB」名義
- 「桜の木になろう」に収録
  - エリアK - 「DIVA」名義
- 「Everyday、カチューシャ」に収録
  - 人の力 - 「アンダーガールズ」名義
- 「風は吹いている」に収録
  - Vamos - 「アンダーガールズ ばら組」名義
- 「上からマリコ」に収録
  - 呼び捨てファンタジー - 「チームB」名義
- 「GIVE ME FIVE!」に収録
  - ユングやフロイトの場合 - 「スペシャルガールズC」名義
- 「真夏のSounds good !」に収録
  - 3つの涙 - 「スペシャルガールズ」名義
- 「ギンガムチェック」に収録
  - ドレミファ音痴 - 「ネクストガールズ」名義
- 「UZA」に収録
  - スクラップ&ビルド - 「Team K」名義
- 「永遠プレッシャー」に収録
  - 私たちのReason
- 「So long !」に収録
  - 夕陽マリー - 「大島TeamK」名義
- 「さよならクロール」に収録
  - How come ? - 「Team K」名義
- 「ハート・エレキ」に収録
  - 細雪リグレット - 「Team K」名義
- 「前しか向かねえ」に収録
  - 恋とか…
- 「ラブラドール・レトリバー」に収録
  - 今日までのメロディー
  - 愛しきライバル - 「Team K」名義
- 「希望的リフレイン」に収録
  - 初めてのドライブ - 「Team K」名義
- 「唇にBe My Baby」に収録
  - 金の羽根を持つ人よ - 「Team B」名義

### アルバムCD選抜楽曲
- 『神曲たち』に収録
  - 君と虹と太陽と
- 『ここにいたこと』に収録
  - 恋愛サーカス - 「チームB」名義
  - ここにいたこと - 「AKB48+SKE48+SDN48+NMB48」名義
- 『1830m』に収録
  - ノーカン - 「チームB」名義
  - 青空よ 寂しくないか? - 「AKB48+SKE48+NMB48+HKT48」名義
- 『次の足跡』に収録
  - 強さと弱さの間で
  - 共犯者 - 「Team K」名義
- 『ここがロドスだ、ここで跳べ!』に収録
  - Conveyor -「横山Team K」名義
- 『0と1の間』に収録
  - ミュージックジャンキー -「Team B」名義

### 劇場公演ユニット曲
チームK 1st Stage「PARTYが始まるよ」公演
- スカート、ひらり

当時は前田敦子のポジションを担当していた。
チームK 2nd Stage「青春ガールズ」公演
- 雨の動物園

チームK 3rd Stage「脳内パラダイス」公演
- くるくるぱー

ひまわり組 1st Stage「僕の太陽」公演
- アイドルなんて呼ばないで（河西智美のスタンバイ）

ひまわり組 2nd Stage「夢を死なせるわけにいかない」公演
- となりのバナナ（河西智美のスタンバイ）

チームK 4th Stage「最終ベルが鳴る」公演
- 16人姉妹の歌

チームK 5th Stage「逆上がり」公演
- わがままな流れ星

THEATRE G-ROSSO「夢を死なせるわけにいかない」公演
- Bye Bye Bye（小嶋陽菜・仁藤萌乃・前田亜美のスタンバイ）

チームB 5th Stage「シアターの女神」公演
- ロッカールームボーイ
- 嵐の夜には（小森美果のユニットアンダー）

大島チームK ウェイティング公演
- 嵐の夜には（チームB 5th Stage「シアターの女神」公演、宮崎美穂のポジション、武藤十夢のアンダー）
- 誘惑のガーター（SDN48 1st Stage「誘惑のガーター」公演、加藤雅美のポジション、秋元才加卒業後はレギュラーポジション）
- 初めてのジェリービーンズ（ひまわり組 2nd Stage「夢を死なせるわけにいかない」公演、レギュラーメンバー不在時にアンダー出演）
- キャンディー（チームB 5th Stage「シアターの女神」公演、河西智美のポジション、松井珠理奈のアンダー）

チームKウェイティング公演II「最終ベルが鳴る」公演
- 19人姉妹の歌（大島優子のアンダー）

チームK 7th Stage「RESET」公演
- 明日のためにキスを（島田晴香のアンダー）

田原総一朗「ド〜なる?!ド〜する?!AKB48」公演
- 1994年の雷鳴（チームサプライズ 「重力シンパシー」公演、板野友美のポジション、高城亜樹→岡田彩花のアンダー）

## 作品

### 映像作品
- くるくる伝説（2009年5月25日、ワニブックス） - EAN 4560253040384。
- 小林香菜 ヤっちゃった❤（2017年4月17日、双葉社） - EAN 4589665740064。

## 出演

### テレビドラマ
- マジすか学園 最終話（2010年3月26日、テレビ東京） - 馬路須加女学園生徒 役
- 桜からの手紙 〜AKB48 それぞれの卒業物語〜（2011年2月26日 - 3月6日、日本テレビ） - 小林香菜 役
- マジすか学園2 最終話（2011年7月1日、テレビ東京） - カナ 役
- So long ! 第2夜（2013年2月12日、日本テレビ）

### バラエティ
- AKB0じ59ふん! （不定期出演、日本テレビ）
- AKBINGO!（不定期出演、日本テレビ）
- AKB48ネ申テレビ（ファミリー劇場）
  - Season1（2008年10月5日・10月12日）
  - Season2（2009年7月10日、7月24日、8月14日・21日）
  - スペシャル2009（2009年12月28日）
  - Season4（2010年8月1日・8日）
  - Season5（2010年11月7日・14日）
  - Season7（2011年10月2日・9日）
  - Season14（2014年3月16日）
- 週刊AKB（不定期出演、テレビ東京）
- 熱血BO-SO TV（不定期出演、千葉テレビ）
- なるほど!ハイスクール（2011年10月13日・2012年1月19日 、日本テレビ）
- AKB48コント「びみょ〜」（2011年12月8日、ひかりTV）
- つながりファンタジー いつも!ガリゲル（2012年5月8日 - 5月22日、読売テレビ）
- AKB48のあんた、誰?（2012年4月5日 - 不定期出演、NOTTV）
- ウドちゃんカナちゃん お悩み相談本舗（2012年5月12日 - 10月13日、TOKYO MX）[67]
- びみょ〜な扉 AKB48のガチチャレ（2012年11月2日、ひかりTV）
- 有吉AKB共和国（2014年2月17日 - 不定期出演、TBS）
- 東京クラッソ!（2016年4月2日、TOKYO MX）[68]
- 田村淳の地上波ではダメ！絶対！（2017年 - 、BSスカパー!） - 第26回以降、不定期出演。

### その他のテレビ番組
- すイエんサー（不定期出演、NHK教育）
- ビーバップ!ハイヒール（2013年6月20日・9月5日・10月31日・2014年1月9日・5月15日・11月13日、ABCテレビ）
- 〜越谷をエネルギッシュにお届け〜「ネギッシュ!!」（2016年1月1日 - 、J:COMチャンネル埼玉東[注 2]）

### 映画
- あしたの私のつくり方（2007年4月28日、日活） - 日南子のクラスメイト 役。
- Re:Play-Girls リプレイガールズ（2010年9月25日、アドウェイズピクチャーズ） - マミ 役。
- はい!もしもし、大塚薬局ですが（2011年4月9日） - 主演・永作恵美 役。
- ウルトラマンサーガ（2012年3月24日、松竹） - マオミ 役[69]。

### 舞台
- SHINKA〜心華〜 Episode2（2009年9月8日 - 9月11日、シアターグリーン）
- 桃色書店へようこそ（2010年4月14日、シアターグリーン）

### ラジオ
- カウントダウン・ジャパン （2006年9月30日・12月30日、TOKYO FM）
- AKB48 明日までもうちょっと。（2007年11月19日 - 不定期、文化放送）
- ON8（2008年11月3日・2009年12月14日・2012年1月9日・11月19日・2013年4月15日、bayfm）
- お台場ファイティーン（2009年4月9日 - 2010年4月8日、デックス東京ベイスタジオ）
- AKB48のオールナイトニッポン（2010年4月30日（電話のみ）・10月15日・2012年2月24日、ニッポン放送）
- AKB48秋元才加・宮澤佐江のうっかりチャンネル（2010年10月28日・2011年4月14日、文化放送）
- ラジオドラマ「ダブルヒロイン」 第4話（2010年11月18日、文化放送） - スミコ 役 。
- Tokyo Tower presents DIAMOND VEIL（2011年4月2日 - 2012年3月31日、TOKYO FM） - DJ（毎週土曜日）
- 333 Fri. from TOKYO TOWER[70]（2011年4月8日 - 2012年3月30日、InterFM） - DJ（第2・第4金曜日）。
- カケダセ!（2012年1月7日、NHKラジオ第1・NHKワールド・ラジオ日本）
- AKB48佐藤亜美菜の「この世に小文字はいりません!」（2012年2月14日・2月21日、RFラジオ日本）
- AKBラジオドラマ劇場（2012年3月6日- 8日・2013年6月25日 - 6月27日、7月22日 - 7月25日、9月2日 - 9月5日、ニッポン放送）

### ミュージック・ビデオ
- SKE48 「旅の途中」（2016年3月30日）

### イベント
- ウィッチテイル 見習い魔女と7人の姫（2009年5月2日、AKIHABARAゲーマーズ 8Fイベントスペース）
- 小田原映画祭（2011年9月24日、小田原城 銅門枡形）
- 国際森林年シンポジウム（2011年11月9日、ベルサール九段 HALL）
- 小林香菜の"今夜だけのおよめさん"（2012年5月11日、AKB48 CAFE&SHOP AKIHABARA シアターエリア）

## 書籍

### 写真集
- 小林香菜 どきどき☆グラビア入門!（2009年3月6日、Handy写真集） - 配信開始1か月間で1,000部販売すればイメージDVD発売および『UP to boy』でのグラビア連載が決定する、同誌との連動企画[71]。
- ヤッちゃった 小林香菜写真集（2017年3月15日、双葉社） ISBN 978-4575312317

### 雑誌連載
- UP to boy（2008年6月 - 2010年2月、ワニブックス） - 「小林香菜のよのなか入門」を連載。

### カレンダー
- 小林香菜 2012年カレンダー（2011年11月19日、ハゴロモ）
- 卓上 小林香菜 2013年カレンダー（2012年12月7日、ハゴロモ）
- 卓上 小林香菜 2014年カレンダー（2013年12月6日、ハゴロモ）
- クリアファイル付 卓上 小林香菜 2015年カレンダー（2014年12月13日、ハゴロモ）

### その他
- TOKYO HEADLINE（2011年不定期、TOKYO HEADLINE）
- 日本農業新聞「フレ・マルシエ9号」（2013年2月8日、日本農業新聞）
- 読売KODOMO新聞（2014年11月27日、読売新聞）
- 広報こしがや（2014年12月12日、越谷市）